# 坎貝爾腔吻鱈
坎貝爾腔吻鱈，為輻鰭魚綱鱈形目鼠尾鱈科的其中一種，分布於西南太平洋紐西蘭海域，屬深海底棲性魚類，深度可達1026公尺，棲息在底中層水域，生活習性不明。